# Ray Enright
Pour les articles homonymes, voir Enright.
Ray Enright, né le 25 mars 1896 à Anderson, Indiana et mort le 3 avril 1965 à Hollywood, est un réalisateur, scénariste et monteur américain.
Cinéaste caractéristique des artisans de l’âge d’or des studios, Ray Enright a fait ses débuts comme gagman chez Mack Sennett avant de devenir réalisateur à la fin des années 1920. Il œuvrera dans les genres rois (western, polar, comédie musicale) avec certains des acteurs les plus populaires d’Hollywood, comme Randolph Scott.

## Biographie
Monteur pour les films de Charlie Chaplin, il réalise un court métrage en 1921, mais ne passe durablement derrière la caméra qu'à partir de 1927 grâce à Tracked by the Police, un film de la série du chien Rintintin.
Entre 1927 et 1953, il réalise 73 films, plusieurs pour la société de production Warner Bros. et touchent tous les genres, bien qu'il se cantonne le plus souvent dans la comédie, le western et le film policier ou de gangsters.
Après avoir signé, en 1933, le film de gangsters Blondie Johnson, mettant en vedette Joan Blondell, il réalise, entre 1933 et 1935, quatre des cinq comédies ayant pour têtes d'affiche le tandem Joan Blondell et Glenda Farrell : Les Veuves de La Havane (Havana Widows, 1933), J’écoute (I've Got Your Number, 1934), Femmes d'affaires (Traveling Saleslady, 1935) et We're in the Money (1935). Il signe ensuite six comédies qui servent de véhicules à l'acteur comique Joe E. Brown, dont Alibi Ike (1935), adaptation d'une nouvelle de Ring Lardner.
Il dirige Humphrey Bogart à deux reprises : en 1936, dans Courrier de Chine (China Clipper), une évocation du monde de l'aviation, et, en 1941, dans L'Amour et la Bête (The Wagons Roll at Night), qui se déroule dans les milieux du cirque et du transport routier.
Selon Bertrand Tavernier et Jean-Pierre Coursodon, dans 50 Ans de cinéma américain, son meilleur western, Ton heure a sonné (Coroner Creek), réalisé en 1948, avec Randolph Scott, est « à coup sûr l'un des westerns les plus sadiques jamais réalisés ».

## Filmographie

### Comme réalisateur
- 1921 : Verse and Worse
- 1927 : Tracked by the Police
- 1927 : Jaws of Steel
- 1927 : Minuit à Chicago (The Girl from Chicago)
- 1928 : Le torchon brûle (en) (Domestic Troubles)
- 1928 : Perdus dans les neiges (en) (Land of the Silver Fox)
- 1928 : The Little Wildcat (en)
- 1929 : Stolen Kisses
- 1929 : Kid Gloves (en)
- 1929 : L'Homme aux deux visages (Skin Deep)
- 1930 : Chanson de l'Ouest (Song of the West)
- 1930 : Golden Dawn
- 1930 : Dancing Sweeties (en)
- 1930 : Scarlet Pages
- 1932 : Play Girl
- 1932 : The Tenderfoot (en)
- 1933 : Blondie Johnson
- 1933 : Tomorrow at Seven (en)
- 1933 : La Soie écarlate (en) (The Silk Express)
- 1933 : Les Veuves de La Havane (Havana Widows)
- 1934 : J'écoute (I've Got Your Number)
- 1934 : Ondes d'amour (Twenty Million Sweethearts)
- 1934 : Le Cirque en folie (en) (The Circus Clown)
- 1934 : Dames
- 1934 : Le Cabochard (The St. Louis Kid)
- 1935 : While the Patient Slept
- 1935 : Femmes d'affaires (Traveling Saleslady)
- 1935 : Alibi Ike
- 1935 : We're in the Money
- 1935 : Miss Pacific (en) (Miss Pacific Fleet)
- 1936 : Snowed Under (en)
- 1936 : Earthworm Tractors
- 1936 : Courrier de Chine (China Clipper)
- 1936 : Frivolités (en) (Sing Me a Love Song)
- 1937 : Ready, Willing and Able
- 1937 : Rivalité (Slim) de Ray Enright
- 1937 : Voici l'escadre (en) (The Singing Marine)
- 1937 : En liberté provisoire (Back in Circulation)
- 1938 : Swing Your Lady
- 1938 : Chercheuses d'or à Paris (Gold Diggers in Paris)
- 1938 : Une enfant terrible (Hard to Get)
- 1938 : Le Cavalier errant (Going Places)
- 1939 : Fausses Notes (Naughty But Nice)
- 1939 : The Angels Wash Their Faces (en)
- 1939 : Sur les pointes (On Your Toes)
- 1940 : Brother Rat and a Baby
- 1940 : Teddy, the Rough Rider
- 1940 : An Angel from Texas
- 1940 : River's End (en)
- 1941 : L'Amour et la Bête (The Wagons Roll at Night)
- 1941 : Thieves Fall Out (en)
- 1941 : Throwing a Party
- 1941 : Bad Men of Missouri (it)
- 1941 : Law of the Tropics (en)
- 1942 : Wild Bill Hickok Rides (en)
- 1942 : Les Écumeurs (The Spoilers)
- 1942 : Men of Texas (en)
- 1942 : La Ville du péché (Sin Town)
- 1943 : The Rear Gunner (en)
- 1943 : Good Luck, Mr. Yates (en)
- 1943 : The Iron Major (en)
- 1943 : Gung Ho! ('Gung Ho!': The Story of Carlson's Makin Island Raiders)
- 1945 : China Sky (en)
- 1945 : Man Alive (en)
- 1946 : One Way to Love (en)
- 1947 : Du sang sur la piste (Trail Street)
- 1948 : La Descente tragique (Albuquerque)
- 1948 : Ton heure a sonné (Coroner Creek)
- 1948 : Far West 89 (Return of the Bad Men)
- 1949 : Les Chevaliers du Texas (South of St. Louis)
- 1950 : Montana
- 1950 : Kansas en feu (Kansas Raiders)
- 1952 : Les Flèches brûlées (Flaming Feather)
- 1953 : Le Secret de la casbah (Dramma nella Kasbah)

### Comme scénariste
- 1931 : Gold Dust Gertie de Lloyd Bacon
- 1931 : Local Boy Makes Good (en) de Mervyn LeRoy
- 1932 : Fireman, Save My Child de Lloyd Bacon

### Comme monteur
- 1925 : The Man on the Box de Charles Reisner
- 1926 : The Better 'Ole de Charles Reisner